# Microsoft Office 2010
Microsoft Office 2010（又称为Office 2010和Office 14）是Microsoft于2009年5月15日发布的基于Microsoft Windows操作系统的一套Office软件包，是继Microsoft Office 2007后的新一代软件套件。Office 2010增加了新的文件格式，改善用户接口，并修改部分使用者操作习惯，此外微软后续推出了64位版本，但並不适用于Windows XP和Windows Server 2003系统。另外，Office 2010是最后一个支持Windows XP SP3、Windows Server 2003 SP2、Windows Vista SP1+及 Windows Server 2008的Microsoft Office版本。
Office 2010 引入了用户界面增强功能，包括将文档管理任务整合到一个位置的后台视图。Office 2007 中为 Access、Excel、Outlook、PowerPoint 和 Word 引入的功能区是 Office 2010 中所有应用程序的主要用户界面，现在可以自定义。协作编辑功能使多个用户能够共享和编辑文档；其他新功能包括协作编辑功能，允许多个用户共享和编辑文档；扩展的文件格式支持；与 OneDrive 和 SharePoint 集成；以及安全改进，例如受保护的视图，一个保护用户免受恶意内容侵害的沙盒。此外，Office 2010也推出了网络免费版本Office Web Apps，涵盖软件有Word、Excel、PowerPoint和OneNote，使用者可利用浏览器（包含Internet Explorer、Firefox、Chrome和Safari，Opera 除外）来编辑文件、投影片等。Office 2010也推出了入门版（Starter Edition），取代Windows原有的低价生产力软件Microsoft Works。微软针对移动设备所推出的Office Mobile 2010，将搭载在微软自家的手机系统Windows Mobile 6.5和Windows Phone 7上。
2010年4月15日，Office 2010进入发布给制造商阶段，6月15日以零售、网络渠道正式开卖。Office 2010是Office系列第一个批量授权产品激活的版本。
Office 2010 的评价总体上非常积极，称赞了新的 Backstage 视图、新的功能区自定义选项以及将功能区整合到所有程序中。然而，最初的销量低于其前身。尽管如此，Office 2010 对微软来说还是成功的，超过了该公司之前在采用、部署和收入方面的记录。截至 2011 年 12 月 31 日，在 2013 年 1 月 31 日停产之前，Office 2010 的许可证已售出约 2 亿份。
先前在Office 2007中已经大幅使用Ribbon界面元素，在Office 2010所有软件已全面改用此界面元素，包含 Outlook、OneNote、Publisher、InfoPath、SharePoint Workspace（前身为 Groove），甚至是网页的免费版本也更换了这种界面。
Office 2010 的主流支持于 2015 年 10 月 13 日结束，扩展支持于 2020 年 10 月 13 日结束，与 Windows Embedded Standard 7 的主流和扩展支持结束日期相同。Office 2010 是最后一个无需注册 Microsoft 帐户即可激活的 Office 版本；从 Office 2013 开始需要注册才能激活。2018 年 6 月 9 日，微软宣布其论坛将不再在其产品中包含 Office 2010 或其他扩展支持产品，以讨论涉及支持的事宜。2021 年 8 月 27 日，Microsoft 宣布 Outlook 2010 和 Outlook 2007 将于 2021 年 11 月 1 日切断与 Microsoft 365 Exchange 服务器的连接。

## 沿革和開發
微軟早在2007年Office 12（也就是後來的Office 2007）完成開發時，就開始進行Office 14的開發，版本號跳過13是因為西方國家對13數字的避諱（恐十三症）。當時據傳Office 2010會在2009年上半年推出。2009年1月10日，alpha測試階段的版本的螢幕快照流出。
2009年4月15日，微軟表示Office 2010會在2010年上半年推出。5月12日，在一場科技大會上，介紹了64位元試用版本。預覽版本（14.0.4006.1010）在同月15日流出 。7月12日，內部的後beta測試版本流出，增加了一個叫Limestone的內部測試程式。7月13日，微軟在2009年全球夥伴會議上正式介紹Office 2010。7月14日，微軟開始邀請一些使用者來測試官方的預覽版本。8月30日，測試版本4417以BT方式在網路上流傳。
2009年11月16日，公開測試版本可在TechNet、MSDN和Microsoft Connect取得。11月18日，公開測試版本正式發表，讓大眾在Microsoft Office 網站 （页面存档备份，存于）自由下載試用，此試用版免費，功能未被縮減，2010年10月31日過期之後就無法使用。
為了幫助顧客和合作夥伴轉換使用Office 2010軟體，微軟啟動了Office 2010程式相容性計畫，提供工具和引導手冊的下載。
2010年4月15日，微軟正式宣布RTM版本，最終版本會在OneNote、PowerPoint和Word加入語音輸入功能。5月12日，企業版預定推出，企業客戶可在4月27日取得，其他大量授權客戶可在5月1日取得。RTM 版本（版本號 14.0.4760.1000）於4月22日起供MSDN和 TechNet 訂閱用戶下載 。6月15日，Office 2010開始以零售方式販售。
11月17日，微軟開始邀請使用者測試Microsoft Office 2010 SP1的測試版本，SP1正式版本於2011年6月27日推出。
2013年7月21日，微軟發佈了Microsoft Office 2010 SP2。它包含了SP1的所有更新，也為Windows 8帶來了更好的相容性。
2020年10月13日起，微軟不再對Office 2010提供支持。

## 新增特色與功能改善
Office 2010 比前幾代版本更加以「角色」為中心，有許多功能和特色是為了研究與開發專業人員、銷售員和人力資源專家而設定。Office 2010 更結合網路的便利，將 SharePoint Server 的特色整合進來，借用了 Web 2.0 的概念。
Microsoft Office 2010 也引入新確立的文件標準（ISO/IEC 29500:2008）Office Open XML。
新功能還包含內建的螢幕擷取工具、背景去除工具、保護文件模式、新 SmartArt 範本和編輯權限。2007 中使用的 Office 圓形按鈕被取代為方形選單按鈕，點選後會進入全視窗的文件選單，也就是 Backstage 模式，方便使用者進行列印或分享等任務為主的功能。修改後的 Ribbon 功能介面全面使用在所有 Office 程式，包含 Outlook、Visio、OneNote, Project 和 Publisher。Office 12 也針對 Windows 7 彈跳選單功能設計選單選項，列出最近開啟文件和相關軟體功能。新功能特色整理如下：
- Ribbon 介面和 Backstage 模式
- 背景去除工具
- 文字樣式
- Word 2007 方程式編輯器全面取代微軟方程式編輯器3.0
- 新 SmartArt 樣式
- 新文字和圖片編輯特效
- 螢幕擷取和抓取工具
- 即時協同功能
- Windows 7 彈跳選單
- 新 PowerPoint 動畫模式
- Word 同步檢視功能

此外，Outlook 新增了 Outlook Social Connector 外掛程式，讓使用者能透過 Outlook 連結和瀏覽社交網路的更新訊息，當使用者讀信時，會顯示聯絡人的名字、照片和狀態，也能瀏覽即將到來的約會，甚至是邀請朋友與會。Outlook Social Connector 目前支援 Facebook、LinkedIn、MySpace 和 Windows Live Messenger。
大量授權版本可透過多重啟動金鑰（Multiple Activation Key）與微軟伺服器連線，進行產品啟動，啟動次數有所限制，亦可透過金鑰管理伺服器（Key Management Server）來進行啟動，每次啟動只能新增 180 天的使用期限，過期後須再次連線啟動。

## 移除的功能
以下是 Office 2010 移除的功能和特色：
從整個套裝軟體移除的功能：
- Microsoft Office Document Imaging 程式
- Microsoft Office Document Scanning 程式
- Office Startup Assistant（Osa.exe）
- Office 診斷工具
- 支援 MSXML 版本 5[43]
- Internet Explorer 中研究與參考欄[44]
- 新增與開啟Office文件

從 Word 移除的功能：
- 智慧標籤自動辨識[45]
- 人名智慧標籤
- 自動摘要
- 支援 Word Add-in Libraries (WLL)[44]

從 Access 移除的功能：
- Access Calendar ActiveX control

從 Outlook 移除的功能：
- “管理”选项卡
- 用于 Exchange 同步的 ANSI 脱机 Outlook 数据文件 (.ost)
- 基于自动存档的保留
- 日历基准调整工具
- 自定义联系人活动搜索文件夹
- HTTP 帐户类型的 DAV 连接
- Exchange 2000连接性[46]

從 PowerPoint 移除的功能：
- 对象环绕
- 巨集錄製
- 另存為網頁[47]

從 Publisher 移除的功能：
- 新增網路發表文件[48]

## 軟件
- Microsoft Access 2010
- Microsoft Excel 2010
- Microsoft InfoPath Designer 2010
- Microsoft InfoPath Filler 2010
- Microsoft Lync 2010
- Microsoft OneNote 2010
- Microsoft Outlook 2010
- Microsoft PowerPoint 2010
- Microsoft Project 2010
- Microsoft Publisher 2010
- Microsoft SharePoint Workspace 2010
- Microsoft Visio 2010
- Microsoft Word 2010

## 版本

### 試用版
Office 2010 試用版可選擇離線安裝，安裝時會產生 Office 的啟動器（Launcher），程式會在虛擬碟 "Q:" 執行，而不是在 "drive:\Program Files\Microsoft Office\Office14" 的路徑執行，此虛擬碟在檔案總管下是隱藏的。許多依靠 Windows 程式路徑參數來執行的軟程式（如 Outlook）可能會導致執行失敗。

### 簡易版
Office 2010 簡易版（Starter）包含 Microsoft Word Starter 2010 和 Microsoft Excel Starter 2010，雖然一樣可以瀏覽、編輯和新增文件，但其功能比正式版少；另外還有 PowerPoint Viewer 2010，可瀏覽和列印簡報。此簡易版只供給 OEM 通路，讓電腦製造商在新電腦上預裝，取代了原本的辦公室軟體 Microsoft Works，只與 Windows Vista 和 Windows 7 相容。此外，簡易版添加了廣告的版面在任務欄的右下角處。使用者另外可將簡易版儲存在 USB 隨身碟上，在另一台電腦上運行。
Office 2010 簡易版在 OEM 電腦上預先安裝，使用虛擬硬碟 Q: 的路徑，所以能與完整版本的 Office 並存。簡易版削減了許多完整版本中才有的功能，如下：
- 快速存取工具列
- SmartArt
- 數學與方程式編輯
- 全螢幕閱讀模式
- 參考書目功能
- 修訂追蹤與註解
- 比較、合併文件
- 文件權限與保護
- 自動產生目次與圖片目次
- 巨集
- 增益集
- 自訂 Ribbon 按鈕
- 書籤
- 交互查照
- 註腳
- 圖說
- 簽名行與數位簽名
- 語言包
- 樞紐分析表
- 錯誤檢查、計算步驟和公式參照

### 版本比較
| 軟件及更新           | 獨立產品   | Starter         | Office Online | Home and Student | Home and Business | Small Business Basics | Standard       | Professional | Professional Plus |
| -------------------- | ---------- | --------------- | ------------- | ---------------- | ----------------- | --------------------- | -------------- | ------------ | ----------------- |
| 授权                 | 因產品而異 | OEM             | 免費          | 零售             | 零售              | 批量                  | 批量           | 零售         | 批量              |
| 完整版價格（新台幣） | 因產品而異 | 不適用          | 不適用        | 5,290            | 10,890            | 不適用                | 不適用         | 17,490       | 不適用            |
| 更新版價格（美元）   | 不適用     | 不適用          | 不適用        | 不適用           | 不適用            | 不適用                | 不適用         | 不適用       | 不適用            |
| Excel                | 有         | 簡易版          | 基礎功能      | 有               | 有                | 有                    | 有             | 有           | 有                |
| OneNote              | 有         | 沒有            | 基礎功能      | 有               | 有                | 有                    | 有             | 有           | 有                |
| PowerPoint           | 有         | 檢視器 （分離） | 基礎功能      | 有               | 有                | 沒有                  | 有             | 有           | 有                |
| Word                 | 有         | 簡易版          | 基礎功能      | 有               | 有                | 有                    | 有             | 有           | 有                |
| Outlook              | 有         | 沒有            | 沒有          | 沒有             | 有                | 有                    | 有             | 有           | 有                |
| Publisher            | 有         | 沒有            | 沒有          | 沒有             | 沒有              | 沒有                  | 有             | 有           | 有                |
| Access               | 有         | 沒有            | 沒有          | 沒有             | 沒有              | 沒有                  | 沒有           | 有           | 有                |
| Lync                 | 有         | 沒有            | 沒有          | 沒有             | 沒有              | 沒有                  | 沒有           | 沒有         | 僅Volume channel  |
| InfoPath             | 有         | 沒有            | 沒有          | 沒有             | 沒有              | 沒有                  | 沒有           | 沒有         | 有                |
| SharePoint Workspace | 有         | 沒有            | 沒有          | 沒有             | 沒有              | 沒有                  | 沒有           | 沒有         | 有                |
| SharePoint Designer  | 有         | 沒有            | 沒有          | 沒有             | 沒有              | 沒有                  | 沒有           | 沒有         | 沒有              |
| Project              | 有         | 沒有            | 沒有          | 沒有             | 沒有              | 沒有                  | 沒有           | 沒有         | 沒有              |
| Visio                | 有         | 檢視器 （分離） | 沒有          | 檢視器           | 檢視器            | 檢視器                | 檢視器（分離） | 檢視器       | 檢視器            |

## 系統需求
| 元件     | 需求 |
| -------- | --- |
| 處理器   | 500MHz或更快速的處理器 |
| 記憶體   | 256MB；某些進階功能建議使用512MB |
| 硬碟     | 3.0GB的可用磁碟空間 |
| 顯示卡   | 1024 x 576或更高解析度的螢幕 圖形硬體加速需具有64MB視訊記憶體的DirectX® 9.0c顯示卡 |
| 操作系统 | - Windows XP SP3（32-bit） - Windows Vista SP1 - Windows 7 - Windows Server 2003 SP2 並安裝 MSXML 6.0（限32位元版Office） - Windows Server 2008 - windows 8 - windows 10 - windows 11 |